# Rachid Belaid
Pour les articles homonymes, voir Belaid.
Rachid Belaid est un footballeur algérien né le 10 novembre 1924 à Batna (Algérie).